# Vladimiro Huaroc
Vladimiro Huaroc Portocarrero (Huancayo, 28 de septiembre de 1948) es un antropólogo y político peruano. Fue Presidente Regional de Junín entre 2007 y 2010.

## Biografía
Estudió en el Colegio Claretiano de Huancayo, y estudió la carrera de antropología en la Universidad Nacional del Centro del Perú entre 1968 y 1981[cita requerida].

## Vida política
Fue coordinador del "Partido por la Democracia Social" (PDS).
En el 2001 fue candidato a la Primera Vicepresidencia por la "Alianza Electoral Causa Democrática-Somos Perú"[cita requerida]. Participó en las elecciones regionales del 2002 como candidato a la Presidencia Regional de Junín.
Es presidente y fundador del "Movimiento Regional Todos por Junín" así como del "Movimiento Convergencia Regional Descentralista" (CONREDES), que en las elecciones de noviembre del 2006 postuló y ganó la Presidencia de la Región Junín.
Fue, hasta abril del 2011, presidente del Partido Descentralista Fuerza Social, por el cual postuló a la Primera Vicepresidencia de la República en las elecciones generales del Perú de 2011[cita requerida].
En julio de 2012 fue nombrado Alto Comisionado de la Oficina Nacional de Diálogo y Sostenibilidad de la Presidencia del Consejo de Ministros. Durante su gestión se promovió el diálogo como mecanismo para la prevención de conflictos sociales en el Perú[cita requerida]. Entre los principales acuerdos figuran el acuerdo social para el desarrollo del proyecto minero Toquepala de la empresa minera SPCC en Tacna, acuerdo con los productores algodoneros para la exclusión del 1.5% del impuesto a la renta para los pequeños productores agropecuarios por operaciones que emitan liquidaciones de compra, el acuerdo con la empresa minera empresa minera Shougang Hierro Perú para él cambió el uso de 82.04 hectáreas de su concesión para fines de desarrollo urbano y social de Marcona, entre otros. Renunció en diciembre de 2014[cita requerida].
En diciembre de 2015, Keiko Fujimori anunció a Huaroc como su postulante en la plancha presidencial de Fuerza Popular (partido fujimorista) a la segunda vicepresidencia de la república.